# Ernst-Jung-Preis
Der Ernst-Jung-Preis ist zurzeit mit 300.000 Euro dotiert und wird seit 1976 jährlich für bedeutende Arbeiten im Gebiet der Humanmedizin verliehen. Er wird von der Jung-Stiftung für Wissenschaft und Forschung gestiftet und dient zur Unterstützung der weiteren Forschung.
Seit 1990 vergibt diese Stiftung auch die Ernst-Jung-Medaille für Medizin in Gold, die an führende Forscher oder Kliniker für ihr Lebenswerk verliehen wird. 2006 kam mit dem Ernst-Jung-Karriere-Förderpreis für medizinische Forschung eine mit 210.000 Euro dotierte Auszeichnung hinzu, die jährlich vergeben wird und sich an erfolgreiche Nachwuchsmediziner richtet. In Frage kommen dafür Mediziner, die nach mindestens zweijähriger Forschungsarbeit im Ausland zurückkehren, um an einer deutschen Klinik vertieft wissenschaftlich zu arbeiten und gleichzeitig die Facharztausbildung anstreben.

## Träger des Ernst-Jung-Preises für Medizin
- 1976 Donald A. Henderson (Smallpox Eradication Unit, World Health Organization, Genf) und Lorenz E. Zimmerman (Armed Forces Institute of Pathology, Washington, D.C.)
- 1977 Georg F. Springer (Dept. of Immunochemistry Research, Evanston Hospital, Northwestern University, Evanston, Illinois) und John B. West (University of California, San Diego, Institute of Medicine and Bioengineering, Section of Physiology, Department of Medicine, La Jolla, California)
- 1979 Karl Lennert (Institut für Pathologie, Klinikum der Christian-Albrechts-Universität, Kiel), Anthony G. E. Pearse (Royal Postgraduate Medical School, University of London, Hammersmith Hospital, London) und Åke Senning (Chirurgische Klinik A, Universitätsspital Zürich)
- 1980 Eberhard Dodt (Max-Planck-Institut für Physiologische und Klinische Forschung, W. G. Kerckhoff-Institut, Bad Nauheim), Sir Alan Parks (St. Mark’s Hospital and London Hospital, London) und Bruno Speck (Kantonsspital Basel, Hämatologische Abteilung, Basel)
- 1981 David E. Kuhl (Division of Nuclear Medicine, UCLA School of Medicine, University of California, Los Angeles, California)
- 1982 Hartmut Wekerle (Max-Planck-Institut für Immunbiologie, Freiburg; MPG-Klinische Forschungsgruppe für Multiple Sklerose, Würzburg) und Rolf Zinkernagel (Institut für Pathologie der Universität Zürich, UniversitätsSpital Zürich)
- 1983 Hans-Jürgen Bretschneider (Zentrum für Physiologie und Pathophysiologie des Fachbereiches Medizin, Georg-August-Universität, Göttingen) und Richard R. Lower (Medical Center of Virginia Commonwealth University, Richmond, Virginia)
- 1984 George Gee Jackson (Department of Medicine, Section of Infectious Diseases, University of Illinois, College of Medicine, Chicago, Illinois), Werner Franke (Institut für Zell- und Tumorbiologie, Deutsches Krebsforschungszentrum, Heidelberg) und Klaus K. Weber (Max-Planck-Institut für Biophysikalische Chemie, Karl-Friedrich-Bonhoeffer-Institut, Göttingen-Nikolausberg)
- 1985 Hendrik Coenraad Hemker (Abteilung Biochemie, Rijksuniversiteit Limburg, Maastricht, Niederlande), Rudolf Pichlmayr (Klinik für Abdominal- und Transplantationschirurgie, Medizinische Hochschule Hannover) und Peter K. Vogt (Department of Microbiology, School of Medicine, University of Southern California, Los Angeles, California)
- 1986 Albrecht Fleckenstein (Physiologisches Institut, Projektgruppe Calcium-Antagonismus, Albert-Ludwigs-Universität, Freiburg i. Br.)
- 1987 Peter D. Richardson (Division of Engineering, Brown University, Providence, Rhode Island) und Karl Julius Ullrich (Abteilung Physiologie, Max-Planck-Institut für Biophysik, Frankfurt am Main)
- 1988 Helmut Sies (Institut für Physiologische Chemie I, Universität Düsseldorf) und Charles Weissmann (Institut für Molekularbiologie I, Universität Zürich)
- 1989 Thomas F. Budinger (Donner Laboratory at Lawrence Berkeley Laboratory, Berkeley, California) und Jon van Rood (Department of Immunohaematology and Blood Bank, University Hospital Leiden, Niederlande)
- 1990 Gerhard Giebisch (Department of Cellular and Molecular Physiology, School of Medicine, Yale University, New Haven, Connecticut) und Wilhelm Stoffel (Institut für Biochemie der Medizinischen Fakultät der Universität zu Köln)
- 1991 David Ho (Aaron Diamond AIDS Research Center of New York and New York University, School of Medicine, New York) und Klaus Starke (Institut für Pharmakologie und Toxikologie der Albert-Ludwigs-Universität, Freiburg)
- 1992 Sir Roy Yorke Calne (University of Cambridge Clinical School, Department of Surgery, Addenbrooke’s Hospital, Cambridge) und Martin E. Schwab (Institut für Hirnforschung der Universität Zürich)
- 1993 Charles Dinarello (Division of Geographic Medecine and Infectious Diseases, Tufts University School of Medecine, Boston, Massachusetts) und Robert Machemer (Departement of Ophthalmology, Duke University Medical Center, Durham, North Carolina)
- 1994 Terence Jones (Royal Postgraduate Medical School, Hammersmith Hospital, London) und Wolf Singer (Max-Planck-Institut für Hirnforschung, Frankfurt am Main)
- 1995 Anthony Fauci (National Institutes of Health, National Institute of Allergy and Infectious Diseases, Bethesda, Maryland) und Samuel A. Wells, Jr. (Department of Surgery, School of Medicine, Washington University, St. Louis, Missouri)
- 1996 Harald zur Hausen (Deutsches Krebsforschungszentrum) und Eberhard Nieschlag (Institut für Reproduktionsmedizin, Westfälische Wilhelms-Universität, Münster)
- 1997 Francis V. Chisari (The Scripps Research Institute, La Jolla, California), Hans Hengartner (Departement Pathologie, Universitäts-Spital Zürich), Judah Folkman (Department of Surgery and Children’s Hospital, Harvard Medical School, Boston, Massachusetts)
- 1998 Alain Fischer (Département de Pédiatrie, Unité D’Immunologie et D’Hématologie, Groupe Hôspitalier Necker - Enfants Malades, Paris)
- 1999 Adriano Aguzzi (Departement Pathologie, UniversitätsSpital Zürich) und Hans A. Kretzschmar (Institut für Neuropathologie, Georg-August-Universität Göttingen)
- 2000 Martin Lohse (Institut für Pharmakologie und Toxikologie, Julius-Maximilians-Universität Würzburg) und Peter H. Krammer (Deutsches Krebsforschungszentrum, Heidelberg)
- 2001 Christine Petit (Unité de Génétique des Déficits Sensoriels, Institut Pasteur, Paris) und Thomas Jentsch (Zentrum für Molekulare Neurobiologie, Universität Hamburg)
- 2002 Michael Frotscher (Anatomisches Institut, Albert-Ludwigs-Universität, Freiburg) und Christian Haass (Adolf-Butenandt-Institut, Ludwig-Maximilians-Universität, München)
- 2003 Ari Helenius (Institut für Biochemie, Eidgenössische Technische Hochschule, Zürich) und Reinhard Lührmann (Max-Planck-Institut für Biophysikalische Chemie, Göttingen)
- 2004 Stuart A. Lipton (The Burnham Institute, La Jolla, California) und Tobias Bonhoeffer (Max-Planck-Institut für Neurobiologie, München-Martinsried)
- 2005 Ernst Hafen (Zoologisches Institut/Entwicklungsbiologie, Universität Zürich) und Franz-Ulrich Hartl (Max-Planck-Institut für Biochemie, München-Martinsried)
- 2006 Reinhard Jahn (Max-Planck-Institut für Biophysikalische Chemie, Göttingen) und Markus F. Neurath (I. Medizinische Klinik und Poliklinik, Johannes Gutenberg-Universität, Mainz)
- 2007 Andreas M. Zeiher und Stefanie Dimmeler, zwei Kardiologen des Frankfurter Universitätsklinikums, sowie der Wiener Molekularbiologe Josef Penninger
- 2008 Thomas Benzing (Direktor der Klinik IV für Innere Medizin: Nephrologie und Allgemeine Innere Medizin, Uniklinik Köln), Gerd Walz (Direktor der Medizinischen Klinik IV, Nephrologie und Allgemeinmedizin, Uniklinik Freiburg) und Thomas Tuschl (Rockefeller University, USA)
- 2009 Jens Claus Brüning (Institut für Genetik, Universität zu Köln) und Patrick Cramer (Genzentrum München Ludwig-Maximilians-Universität, München)
- 2010 Stephen G. Young (Department of Medicine, University of California, Los Angeles) und Peter Carmeliet (Vesalius Research Center, Universität Leuven)
- 2011 Hans Clevers (Hubrecht Institute, Utrecht) und Christian Büchel (Institut für Systemische Neurowissenschaften, Universitätsklinikum Hamburg-Eppendorf)
- 2012 Peter Walter (Howard Hughes Medical Institute, San Francisco) und Elisa Izaurralde (Max-Planck-Institut für Entwicklungsbiologie)
- 2013 Angelika Amon (Howard Hughes Medical Institute des Massachusetts Institute of Technology) und Ivan Dikic (Frankfurter Goethe-Universität und Buchmann Institut für Molekulare Lebenswissenschaften)
- 2014 Thomas Boehm (Max-Planck-Institut für Immunbiologie und Epigenetik, Freiburg)
- 2015 Emmanuelle Charpentier (Helmholtz-Zentrum für Infektionsforschung, Braunschweig, und Medizinische Hochschule Hannover)
- 2016 Hans-Georg Rammensee (Universität Tübingen)
- 2017 Tobias Moser (Universitätsmedizin Göttingen) und Nenad Ban (Departement Biologie der ETH Zürich)
- 2018 Marco Prinz (Universitätsklinikum Freiburg) und Ruth Ley (Max-Planck-Institut für Entwicklungsbiologie)
- 2019 Gary R. Lewin (Max-Delbrück-Centrum für Molekulare Medizin) und Brenda A. Schulman (Max-Planck-Institut für Biochemie)
- 2021 Matthias Tschöp (Helmholtz Zentrum München, TU München) und Christian Hertweck (Leibniz-Institut für Naturstoff-Forschung und Infektionsbiologie)
- 2022 Ralf Bartenschlager (Uniklinikum Heidelberg, Deutsches Krebsforschungszentrum), Ingrid Fleming (Goethe-Universität Frankfurt)
- 2023 Özlem Türeci (Biontech)[1]
- 2025 Elena Conti (MPI München) und Jörn Piel (ETH Zürich)[2]

## Träger der Ernst-Jung-Medaille für Medizin in Gold
- 1990 Beatrice Mintz
- 1991 Heinrich Schipperges
- 1992 Hans Erhard Bock
- 1993 Robert Daroff
- 1994 Hanns Hippius
- 1995 Friedrich Stelzner
- 1996 Karl-Hermann Meyer zum Büschenfelde
- 1997 Rudolf Haas und Walter Siegenthaler
- 1998 Wolfgang Gerok
- 1999 Hans Wilhelm Schreiber
- 2000 Gert Riethmüller
- 2001 Gustav Victor Rudolf Born
- 2002 Harald Reuter
- 2003 Volker ter Meulen
- 2004 Werner Creutzfeldt
- 2005 Christian Herfarth
- 2006 Dietrich Niethammer
- 2007 Hans Thoenen
- 2008 Hans-Dieter Klenk (Philipps-Universität Marburg)
- 2009 Volker Diehl (Klinik 1 für Innere Medizin, Universität zu Köln)
- 2010 Klaus Rajewsky (Harvard Medical School, Boston, Massachusetts)
- 2011 Michel Lazdunski (Institut de Pharmacologie Moléculaire et Cellulaire, Universität Nizza, Sophia Antipolis)
- 2012 Peter Herrlich (Leibniz-Institut für Altersforschung/Fritz-Lipmann-Institut, Jena)
- 2013 Salvador Moncada (Wolfson Institute for Biomedical Research des University College London)
- 2014 Charles Weissmann (Scripps Research Institute, Jupiter, Florida)
- 2015 Walter Neupert (Ludwig-Maximilian-Universität München, Max-Planck-Institut für Biochemie, Martinsried)
- 2016 Peter Libby (Harvard University)
- 2017 Pascale Cossart (Pasteur-Institut)
- 2018 Wolfgang Baumeister (Max-Planck-Institut für Biochemie)
- 2019 Pietro De Camilli (Yale University)
- 2021 Antonio Lanzavecchia (ETH Zürich, USI Lugano)
- 2022 Alain Fischer (Institut Imagine, Collège de France)
- 2023 Stefan Rose-John (Christian-Albrechts-Universität zu Kiel)[3]
- 2024 Rudolf Zechner (Universität Graz)[4]
- 2025 Wolf-Herman Fridman (Paris)

## Träger des Ernst-Jung-Karriere-Förderpreises für medizinische Forschung
- 2006 Jan Wehkamp, Stuttgart
- 2007 Jörg Distler, Erlangen
- 2008 Tom Lüdde, Aachen
- 2009 Florian Mormann, Bonn
- 2010 Annett Halle, Berlin
- 2011 Stefan Schrader, London
- 2012 Samuel Huber, Hamburg
- 2013 Anita Kremer, Erlangen
- 2014 Thomas Schmidt, Heidelberg
- 2015 Behzad Kharabi Masouleh, Aachen
- 2016 Sebastian Kobold, München
- 2017 Lena Seifert, Dresden
- 2018 Till Schoofs, Köln
- 2019 Sebastian Zundler, Erlangen
- 2021 Randolph Helfrich, Tübingen
- 2022 Anastasios Giannou, Hamburg
- 2023 Achmed Mrestani, Leipzig[5]
- 2024 Maximilian U. Friedrich, Christine Maria Poch[6]
- 2025 Benjamin Ruf, Tübingen